# Imad Khalili
Imad Khalili, född den 3 april 1987 i Dubai i Förenade Arabemiraten, är en svensk före detta fotbollsspelare. Han är assisterande tränare för Hammarby IF i Allsvenskan.

## Biografi
Khalili föddes i Dubai, dit hans föräldrar flyttat från Libanon. Familjen har rötter i Palestina. När spänningarna i regionen ökade i och med Iraks invasionshot mot Kuwait valde familjen att återigen flytta och kom slutligen till Sverige och Helsingborg. Vid fem års ålder påbörjade Khalili sin fotbollsbana i Högaborgs BK. Han visade sig snart vara en stor talang och började vid 16 års ålder spela för klubbens A-lag, samtidigt som han började träna med Helsingborgs IF:s ungdomslag. Vid samma tid hade flera allsvenska och utländska klubbar fått upp ögonen för honom och Khalili besökte bland annat skotska Celtic FC för provspel. Klubben visade intresse för Khalili, men han avråddes av Henrik Larsson att skriva kontrakt. Det stora engagemanget började dock slita på honom och efter sommaren 2003 valde Khalili att ta en paus från fotbollen. När han återvände efter pausen var fortfarande flera klubbar intresserade, men Khalili skrev slutligen ett treårigt avtal med Helsingborgs IF 2005. Under debutsäsongen i Allsvenskan deltog han i 15 matcher och gjorde ett mål. Han har även spelat i P16–P19-landslaget samt i U21-landslaget. Khalili lånades under säsongen 2006 ut till danska Randers FC i Superligaen, men återvände till Helsingborg inför säsongen 2007. Efter en mindre lyckad tid i Helsingborgs IF under 2007, där han bland annat lånades ut till Bunkeflo IF, köptes Khalili av IFK Norrköping inför säsongen 2008.
Den 7 juli 2013 blev det klart att Khalili återvänder till Helsingborgs IF från och med säsongen 2014. 
21 juli 2013 blev Khalili den förste som gjorde mål på Tele2 Arena i Stockholm – i den första allsvenska matchen på arenan. 
Den 11 augusti 2013 blev det klart att Khalili återvänder till Helsingborgs IF redan 12 augusti 2013.
Khalili blev 2013 skyttekung i Allsvenskan med sina 15 mål, fördelade på åtta mål för Helsingborg och sju för IFK Norrköping,
På en presskonferens den 7 juli 2015 presenterades Khalili som ett av två nyförvärv till Hammarby IF. I augusti 2017 lånades Khalili ut till IF Brommapojkarna för resten av säsongen. I februari 2019 skrev Khalili på ett nytt tvåårskontrakt med Hammarby. Säsongen 2021 fick Khalili en tränarroll i Hammarby med fokus på individuell spelarutveckling samtidigt som han fortsatte som spelare i klubben.